# Siegfried Facius
Siegfried Facius (* 13. März 1915 in Berlin; † 27. November 1968) war ein Tischtennisspieler der DDR.
Nach dem Zweiten Weltkrieg gehörte Facius zu den besten Spielern der DDR.  Bis 1948 spielte er beim Verein Leipzig-Connewitz, dann wechselte er zu Leipzig-Reudnitz. 1948 gewann er die Meisterschaft von Sachsen. In der erstmals durchgeführten DDR-Meisterschaft 1949 in Dresden wurde er DDR-Meister im Einzel. Im Doppel mit Heinz Haupt kam er bis ins Endspiel. In der Saison 1949/50 wurde er mit dem Verein BSG Erich Zeigner Leipzig, aus dem später der 1. FC Lokomotive Leipzig hervorging, DDR-Mannschaftsmeister.
Später arbeitete Facius als Trainer bei Motor Ostend Berlin. 1954 kehrte er nach Leipzig zu Einheit Leipzig zurück.
Facius hat eine Tochter.